# Stefan Mücke

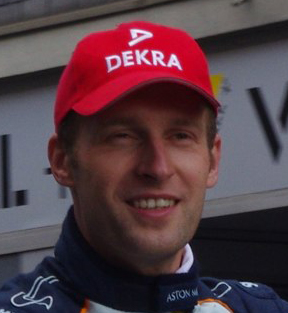
Stefan Mücke 2011 in Le Mans

Stefan Mücke (* 22. November 1981 in Berlin) ist ein ehemaliger deutscher Automobilrennfahrer und Sohn des Teamchefs und ehemaligen Rennfahrers Peter Mücke.

## Karriere
Mücke gewann 1998 den Meistertitel in der Formel-BMW-ADAC-Meisterschaft und 2001 die Vizemeisterschaft in der Deutschen Formel-3-Meisterschaft.
Von 2002 bis 2006 fuhr er für Mercedes-Benz in der DTM, seine beste Platzierung war der vierte Platz am Norisring 2006. 2007 fuhr Mücke für All-inkl.com in der FIA-GT Serie und erzielte dort beim Debütrennen einen Sieg. 2008 fuhr er in der Le Mans Series für das tschechische Charouz-Team in einem Lola-Judd in der LMP1-Wertung.
2007 und 2008 nahm Mücke ebenfalls für Charouz am 24-Stunden-Rennen von Le Mans teil.
2008 gewann Stefan Mücke in der tschechischen Langstrecken-Meisterschaft zwei Titel. In dem Sechs-Stunden-Rennen wurde er zusammen mit seiner tschechischen Mannschaft Charouz Racing System Team-Meister und Champion in der 3500-cm³-Klasse zusammen mit Teamchef Antonin Charouz und Tomáš Enge im AMG Mercedes C-Klasse 2005. In der Gesamt-Einzelwertung der Fahrer wurde er zudem Fünfter. Seit 2008 war Stefan Mücke Werksfahrer für Aston Martin. Zunächst fuhr er in der höchsten Sportwagenklasse der LMP1 und später dann bei der eher seriennahen GTE-Pro (Pro steht für Professional / den Profirennfahrern – im Gegensatz zur GTE-Am, den Amateuren). 2011 wurde er Vizeweltmeister in der FIA-GT1-Weltmeisterschaft. 2012 bis 2015 fuhr er für Aston Martin in der FIA World Endurance Championship.
Zur Saison 2016 wechselte Stefan Mücke zu Ford Performance, dem Werksteam von Ford. Er wird mit einem Ford GT erneut in der GTE-Pro-Klasse antreten – einschließlich bei den 24h von Le Mans. Seine Teamkollegen sind Marino Franchitti, Olivier Pla sowie Andy Priaulx.
In der Saison 2017 startet er darüber hinaus für Mücke Motorsport auf einem Mercedes-AMG GT3 im ADAC GT Masters zusammen mit Sebastian Asch.

## Statistik

### Le-Mans-Ergebnisse
| Jahr | Team                        | Fahrzeug                 | Teamkollege   | Teamkollege      | Platzierung | Ausfallgrund |
| ---- | --------------------------- | ------------------------ | ------------- | ---------------- | ----------- | ------------ |
| 2008 | Charouz Racing              | Lola B08/60              | Tomáš Enge    | Jan Charouz      | Rang 9      |              |
| 2009 | Aston Martin Racing         | Lola-Aston Martin LMP1   | Tomáš Enge    | Jan Charouz      | Rang 4      |              |
| 2010 | Aston Martin Racing         | Lola-Aston Martin LMP1   | Harold Primat | Adrián Fernández | Rang 6      |              |
| 2011 | Aston Martin Racing         | Aston Martin AMR-One     | Darren Turner | Christian Klien  | Ausfall     | Motorschaden |
| 2012 | Aston Martin Racing         | Aston Martin Vantage GT2 | Darren Turner | Adrián Fernández | Rang 19     |              |
| 2013 | Aston Martin Racing         | Aston Martin Vantage GTE | Darren Turner | Peter Dumbreck   | Rang 17     |              |
| 2014 | Aston Martin Racing         | Aston Martin Vantage GTE | Darren Turner | Bruno Senna      | Rang 33     |              |
| 2015 | Aston Martin Racing         | Aston Martin Vantage GTE | Darren Turner | Rob Bell         | Ausfall     | Motorschaden |
| 2016 | Ford Chip Ganassi Team UK   | Ford GT                  | Olivier Pla   | Billy Johnson    | Rang 21     |              |
| 2017 | Ford Chip Ganassi Team UK   | Ford GT                  | Olivier Pla   | Billy Johnson    | Rang 27     |              |
| 2018 | Ford Chip Ganassi Racing    | Ford GT                  | Olivier Pla   | Billy Johnson    | Rang 21     |              |
| 2019 | Ford Chip Ganassi Racing UK | Ford GT                  | Olivier Pla   | Billy Johnson    | Rang 25     |              |

### Sebring-Ergebnisse
| Jahr | Team                      | Fahrzeug                | Teamkollege      | Teamkollege   | Platzierung | Ausfallgrund |
| ---- | ------------------------- | ----------------------- | ---------------- | ------------- | ----------- | ------------ |
| 2010 | Aston Martin Racing       | Lola B09/60             | Adrián Fernández | Harold Primat | Rang 3      |              |
| 2012 | Aston Martin Racing       | Aston Martin Vantage V8 | Adrián Fernández | Darren Turner | Rang 32     |              |
| 2013 | Aston Martin Racing       | Aston Martin Vantage V8 | Bruno Senna      | Darren Turner | Rang 23     |              |
| 2017 | Ford Chip Ganassi Team UK | Ford GT                 | Olivier Pla      | Billy Johnson | Rang 11     |              |